# Meloe afer
Meloe afer är en skalbaggsart som beskrevs av Bland 1864. Meloe afer ingår i släktet Meloe och familjen oljebaggar. Inga underarter finns listade i Catalogue of Life.